# Łapacina (obwód miński)
Łapacina (biał. Лапаціна; ros. Лопатино) – osiedle na Białorusi, w obwodzie mińskim, w rejonie soligorskim, w sielsowiecie Akciabr.